# Breakout Kings
Breakout Kings ou Libérés sur parole au Québec est une série télévisée américaine en 23 épisodes de 43 minutes créée par Matt Olmstead et Nick Santora (scénaristes et producteurs de Prison Break), diffusée entre le 6 mars 2011 et le 29 avril 2012 sur A&E.
Au Québec, la série est diffusée depuis le 2 février 2012 sur Séries+ et en France, depuis le 6 mars 2013 sur TF1 et dès le 4 novembre 2013 sur TV Breizh. Toutefois, la série reste encore inédite en Suisse. Cette série a été diffusée sur la chaîne privée réunionnaise Antenne Réunion.

## Synopsis
En échange d'une remise de peine, des détenus spécialistes de l'évasion aident des U.S. Marshals à retrouver des évadés. Ils gagnent un peu de réduction de peine à chaque évadé repris. En revanche, si l'un d'entre eux tente de s'enfuir, tous retournent en prison et leur peine sera doublée.
Ils seront notamment amenés à poursuivre Theodore « T-Bag » Bagwell (de la série Prison Break).

## Distribution

### Acteurs principaux
- Laz Alonso (VF : Serge Faliu) : Charlie Duchamp (saison 1, invité saison 2)
- Brooke Nevin (VF : Natacha Muller) : Julianne Simms
- Domenick Lombardozzi (VF : Gilles Morvan) : Ray Zancanelli
- Malcolm Goodwin (VF : Diouc Koma) : Sean « Shea » Daniels
- Serinda Swan (VF : Dorothée Pousséo) : Erica Reed
- Jimmi Simpson (VF : Sébastien Desjours) : Lloyd Lowery

### Acteurs récurrents
- Yara Martinez (VF : Véronique Desmadryl) : Marisol, la femme de Charlie
- Ian Bohen (VF : Guillaume Lebon) : Pete Gillies (saison 2)
- Jason Behr (VF : Damien Boisseau) : Damien Fontleroy (saison 2)

### Invités
- Robert Knepper : T-Bag (saison 1, épisode 3)
- Wentworth Miller : Michael Scofield (saison 2, épisode 9 - images d'archive)
Version française
Société de doublage : Synchro France[5],[6]
Direction artistique : José Luccioni[6]
Adaptation des dialogues : Nicolas et Rebecca Mourguye

 Source et légende : version française (VF) sur RS Doublage et Doublage Séries Database

## Production

### Développement
Le 21 août 2009, Matt Olmstead (scénariste et producteur de Prison Break) annonce travailler sur un nouveau projet de série, Breakout Kings, destiné au réseau américain Fox.
Puis, le 29 janvier 2010, la Fox a commandé un pilote de la série.
Le 29 juin 2010, la Fox ayant abandonné la série afin de privilégier d'autres nouveautés, c'est la chaîne câblée A&E qui a repris les droits de la série avec une commande de treize épisodes,. La série a débuté le 6 mars 2011.
Le 6 juillet 2011, la série a été renouvelée pour une deuxième saison, diffusée au printemps 2012.
Un mois après la finale de la deuxième saison, la série a été annulée par A&E le 17 mai 2012, en partie parce que le producteur exécutif, Matt Olmstead, va travailler sur la nouvelle série Chicago Fire qui sera diffusée à l'automne 2012 sur le réseau NBC.

### Casting
Le 16 février 2010, Laz Alonso est choisi pour interpréter le rôle principal de la série,, suivi de Malcolm Goodwin, puis le 24 février, c'est au tour de l'acteur Domenick Lombardozzi de rejoindre la série. En mars, Brooke Nevin, Nicole Steinwedell (en) et Jimmi Simpson complètent la distribution.
En août 2010, après que la série a été récupérée par A&E, Serinda Swan décroche un rôle principal en remplacement de Nicole Steinwedell, qui ne poursuivra pas la série. En novembre, il est confirmé que Robert Knepper reprendra son rôle de Theodore « T-Bag » Bagwell le temps de quatre épisodes.
Le 7 janvier 2011, l'acteur Mark Pellegrino (Paul Bennett dans Dexter, Jacob dans Lost : Les Disparus) apparaîtra le temps d'un épisode dans la série.
Le 23 mai, l'actrice Lauren Velez (Lieutenant Maria LaGuerta dans la série Dexter) a obtenu un rôle le temps d'un épisode dans la série.
Le 14 octobre, Jason Behr (vu dans Roswell) a obtenu un rôle récurrent, puis le 9 novembre, c'est l'acteur Kevin Alejandro (vu dans True Blood) qui a obtenu un rôle le temps d'un épisode dans la deuxième saison.

### Tournage
La série est tournée à Toronto, en Ontario, au Canada.

### Fiche technique
- Titre original et français : Breakout Kings
- Titre québécois : Libérés sur parole
- Création : Matt Olmstead et Nick Santora
- Réalisation : Bill Gierhart et Gavin Hood
- Scénario : Matt Olmstead, Nick Santora, Michael Gilvary, Daniel Dratch, Benjamin Klang, Kimberly Mercado et Mary Trahan
- Direction artistique : Joshu de Cartier et Elis Lam
- Décors : Tamara Deverell
- Costumes : Delphine White
- Photographie : Derick V. Underschultz
- Montage : Eric Seaburn, Paul Trejo, Rick Tuber et Etienne Des Lauriers
- Musique : Ramin Djawadi
- Casting : Scott Genkinger
- Production : Lauren Stein, Ed Milkovich ; Daniel Dratch (superviseur) ; Steve Wakefield (coproducteur) ; Anne M. Uemura et James E. Williams (associés)
  - Production exécutive : Peter Chernin, Gavin Hood, Matt Olmstead, Katherine Pope, Nick Santora
- Société(s) de production : Fox 21 Television Studios, Breakout Kings Series Productions et Chernin Entertainment
- Société(s) de distribution (télévision) : A&E Network
- Pays d'origine :  États-Unis
- Langue originale : anglais
- Format : couleur - 1,78:1 - son Dolby Digital 5.1
- Genre : série d'action, dramatique, thriller
- Durée : 43 minutes

 Sauf indication contraire, les informations mentionnées dans cette section peuvent être confirmées par la base de données cinématographiques IMDb,  présente dans la section « Liens externes ».

## Épisodes

### Première saison (2011)
1. Les Recrues (Pilot)
2. Le Collectionneur (Collected)
3. L'Évadé de Fox River (The Bag Man)
4. L'Innocence (Out of the Mouths of Babes)
5. Bourreau des cœurs (Queen of Hearts)
6. Le Bloc des patriotes (Like Father, Like Son)
7. Alchimie meurtrière (Fun with Chemistry)
8. Tout pour un steak (Steaks)
9. Le Gentleman cambrioleur (One for the Money)
10. L'Exécuteur (Paid in Full)
11. L'Appel de la forêt (Off the Beaten Path)
12. Les Règles du jeu (There Are Rules)
13. À la poursuite de Carmen Vega (Where in the World Is Carmen Vega)

### Deuxième saison (2012)
Elle est diffusée depuis le 4 mars 2012.
1. Sortie de piste / Mère patrie (An Unjust Death)
2. Le Gang des taupes (Round Two)
3. L'Appât / À deux doigts (Double Down)
4. Le Prix du salut / Stade terminal (Cruz Control)
5. Le Gourou (Self Help)
6. Pour ses beaux yeux / Emmy et Claire (I Smell Emmy)
7. Prêtes à tout / Pour elle (Ain't Love (50) Grand?)
8. La Partie de trop / Les Mercenaires (SEALd Fate)
9. Le Roi de l'évasion / Les Jeux du cirque (Freakshow)
10. Le Prix de la liberté / Jeu de piste (Served Cold)

## Accueil

### Audiences

#### Aux États-Unis
L'épisode pilote a obtenu une audience de 2,8 millions de téléspectateurs sur A&E. Ce résultat est la meilleure audience pour le lancement d'une nouvelle série sur la chaîne.

## Commentaires
- Bien que A&E soit distribué par câble au Canada, la première saison de la série a été diffusée en 2012 sur les chaînes conventionnelles CHCH, CJNT et CHEK.
- Dans l'épisode 3 de la première saison, la série accueille un évadé déjà apparu dans une autre série, Theodore « T-Bag » Bagwell, le « méchant » de la série Prison Break. Dans l'épisode cité, T-Bag s'évade à nouveau et les marshals doivent l'arrêter. Son interprète, Robert Knepper, avait indiqué qu'il avait signé pour apparaître dans quatre épisodes, mais l'annulation de la série ne lui en a pas laissé le temps.